# Uzodinma Iweala

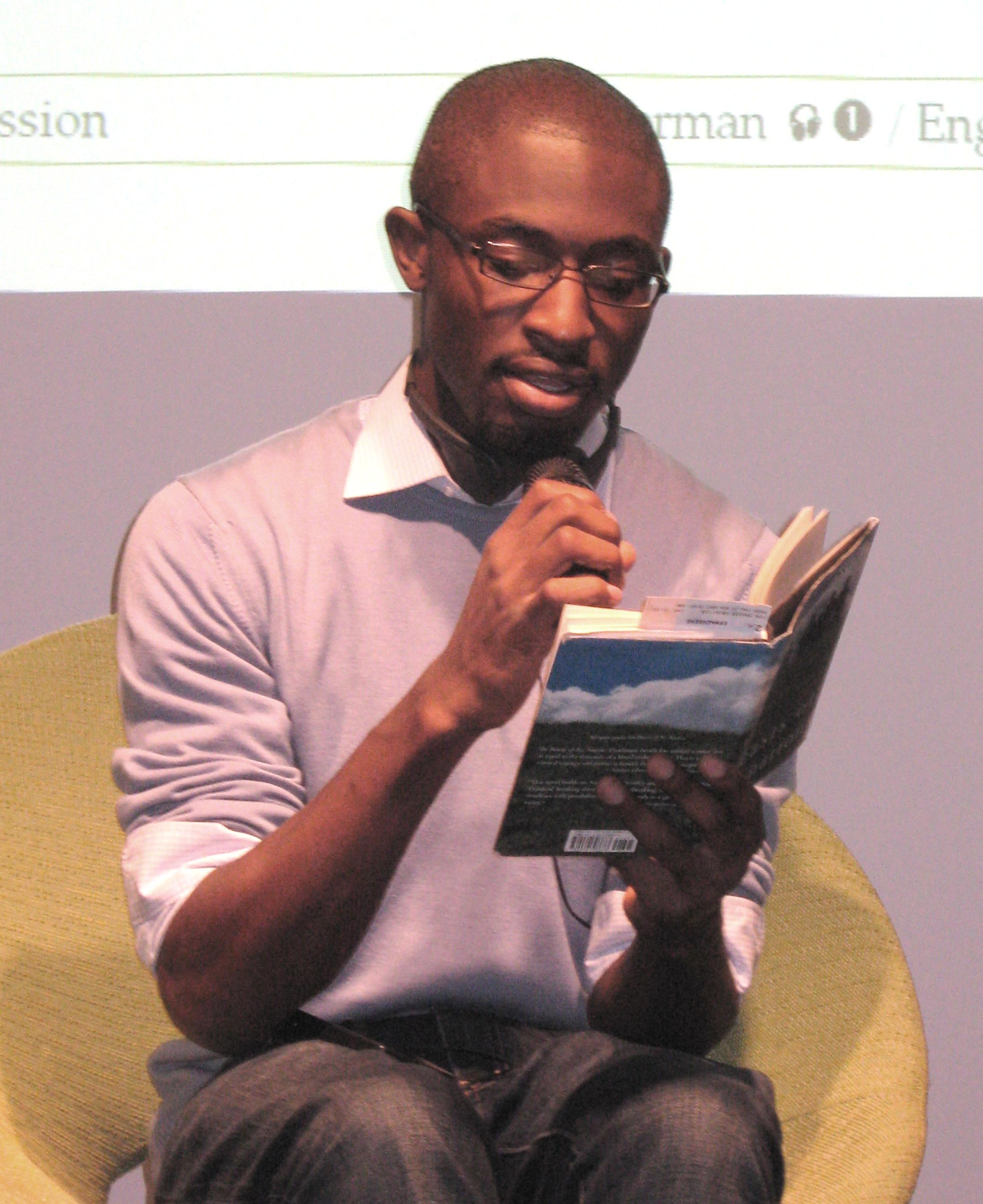
Feria del Libro de Fráncfort, 2008

Uzodinma Chukuka Iweala (Washington D. C., 5 de noviembre de 1982) es un médico y escritor estadounidense de origen nigeriano. Su novela “Bestias sin patria” fue llevada al cine en 2015.

## Biografía
De etnia igbo, es hijo de la política y médica nigeriana Ngozi Okonjo-Iweala.
Estudió lengua y literatura inglesa y americana en Harvard y medicina en la Universidad de Columbia.

## Obra
- ”Speak No Evil” (“No hables”), 2018.
- “Our Kind of People”(“Nuestro tipo de gente”),  2012.
- “Beast Of No Nation” (“Bestias sin patria”), 2005.